# Peromyscus merriami
Peromyscus merriami är en däggdjursart som beskrevs av Edgar Alexander Mearns 1896. Peromyscus merriami ingår i släktet hjortråttor och familjen hamsterartade gnagare. IUCN kategoriserar arten globalt som livskraftig. Inga underarter finns listade i Catalogue of Life.
Vuxna exemplar är 8,9 till 9,7 cm långa (huvud och bål), har en 9,4 till 12,6 cm lång svans och väger 15 till 20 g. Bakfötterna är 2,0 till 2,4 cm långa och öronen är 1,7 till 2,3 cm stora. Pälsen på ovansidan är ockra till kanelbrun eller ljusbrun med inslag av grått på flera ställen. På undersidan förekommer vitaktig päls. Även svansen är uppdelad i en mörk ovansida samt en ljus undersida. Peromyscus merriami har en liten tofs vid svansens spets.
Denna gnagare förekommer i nordvästra Mexiko och i angränsande områden av Arizona (USA). Den når i bergstrakter 1160 meter över havet. Arten vistas i områden med buskar blandat med annan växtlighet som gräs eller träd. Ofta finns ett tjockare skikt mull på marken.
Individerna är aktiva på natten och äter frön, frukter och några insekter. Hona kan vara brunstiga under alla årstider men sällan under de varmaste månaderna. Per kull föds 2 till 4 ungar. Arten vistas främst i områden med ärtväxter av släktet Prosopis (de som i regionen kallas mesquite).